# Museo Sorolla
Il Museo Sorolla è un museo spagnolo statale sito a Madrid in una palazzina del Paseo del General Martínez Campos, sistemazione che servì da studio e abitazione a Joaquín Sorolla insieme alla moglie e ai loro tre figli.

## Storia
L'edificio fu costruito nel 1911 sotto la direzione dell'architetto Enrique María Repullés, che concretizzò i desideri del pittore di creare uno spazio funzionale all'area di lavoro, a quella di abitazione e potesse anche avere un giardino. L'abitazione conserva l'ambiente originale di gran parte degli spazi, oltre a ospitare un'ampia collezione di opere di Sorolla, così come i numerosi oggetti che egli riunì come collezionista durante la sua vita. Si tratta di una delle case di artista meglio conservate d'Europa.

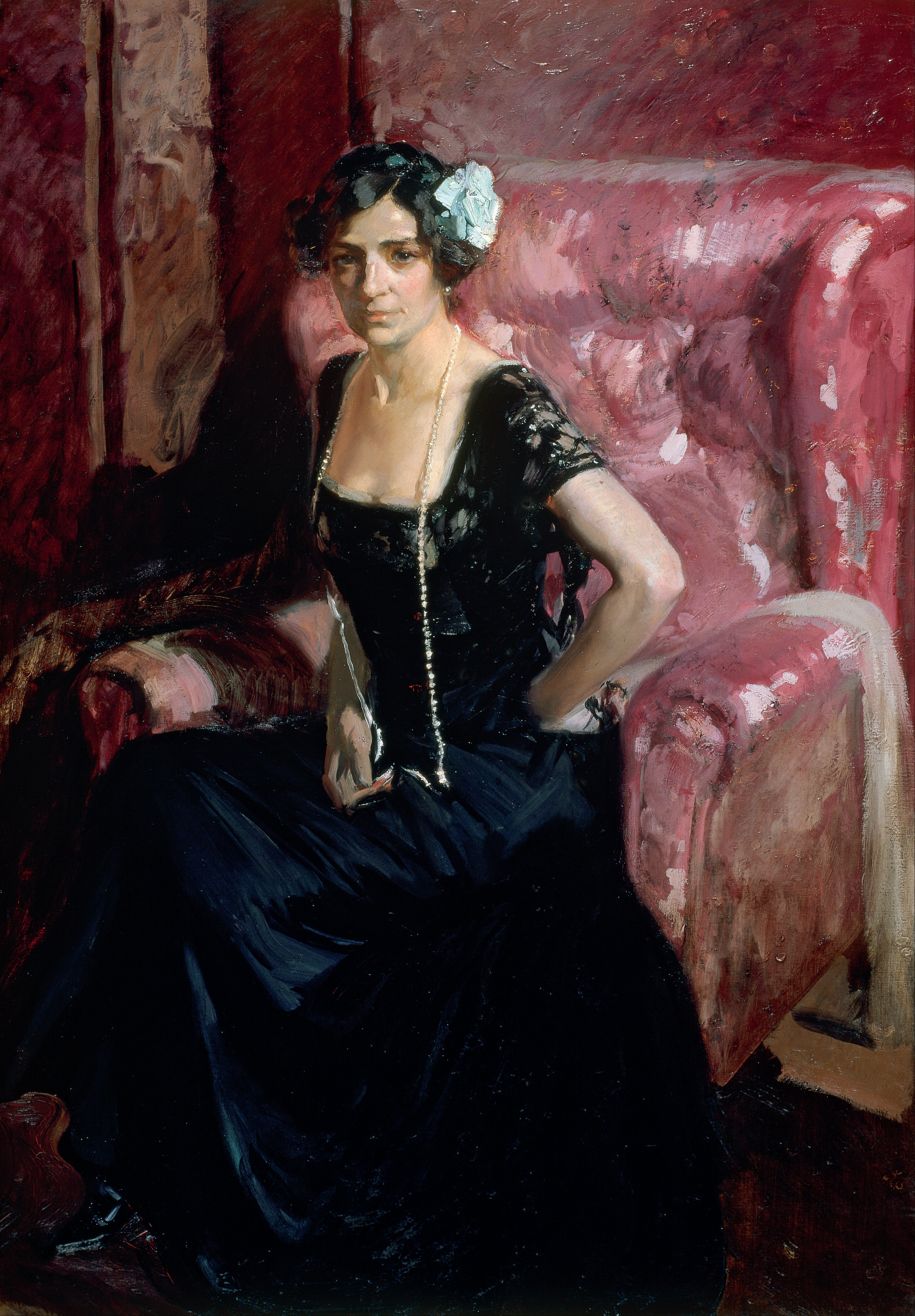
Ritratto della consorte di Sorolla, Clotilde García del Castillo, 1910, Museo Sorolla

Dal 1º marzo 1962, l'edificio è Monumento Storico Nazionale Spagnolo.
La destinazione dell'edificio a Museo che ospiti le opere del pittore sorse per iniziativa della moglie dell'artista Clotilde García del Castillo, che nel 1925 fece testamento lasciando allo stato spagnolo le opere e il patrimonio di sua proprietà per creare un luogo ove fosse onorata la memoria del marito. Il 28 marzo 1931 la sua donazione fu accettata con Reale ordine e fu istituita un'apposita Fondazione. Il museo fu inaugurato nel 1932, rimanendo sotto la direzione del figlio dell'artista Joaquín Sorolla García. Alla sua morte, avvenuta nel 1948, quest'ultimo lasciò un gran numero di opere per l'ampliamento del fondo del museo, accettate dallo stato spagnolo nel 1951.
Il 27 aprile 1973 il museo fu incorporato al Patronato Nacional de Museos, soppresso nel 1985, il che comportò un miglioramento professionale nella sua amministrazione, con la nomina di un direttore-conservatore appartenente al corpo facoltativo dei conservatori di musei. Dal 2009 è un Museo Nazionale di Spagna sotto il Ministero spagnolo della cultura e dello sport, con gestione esclusiva della Direzione Generale delle Belle arti.

## Galleria di immagini

### Ambienti del museo

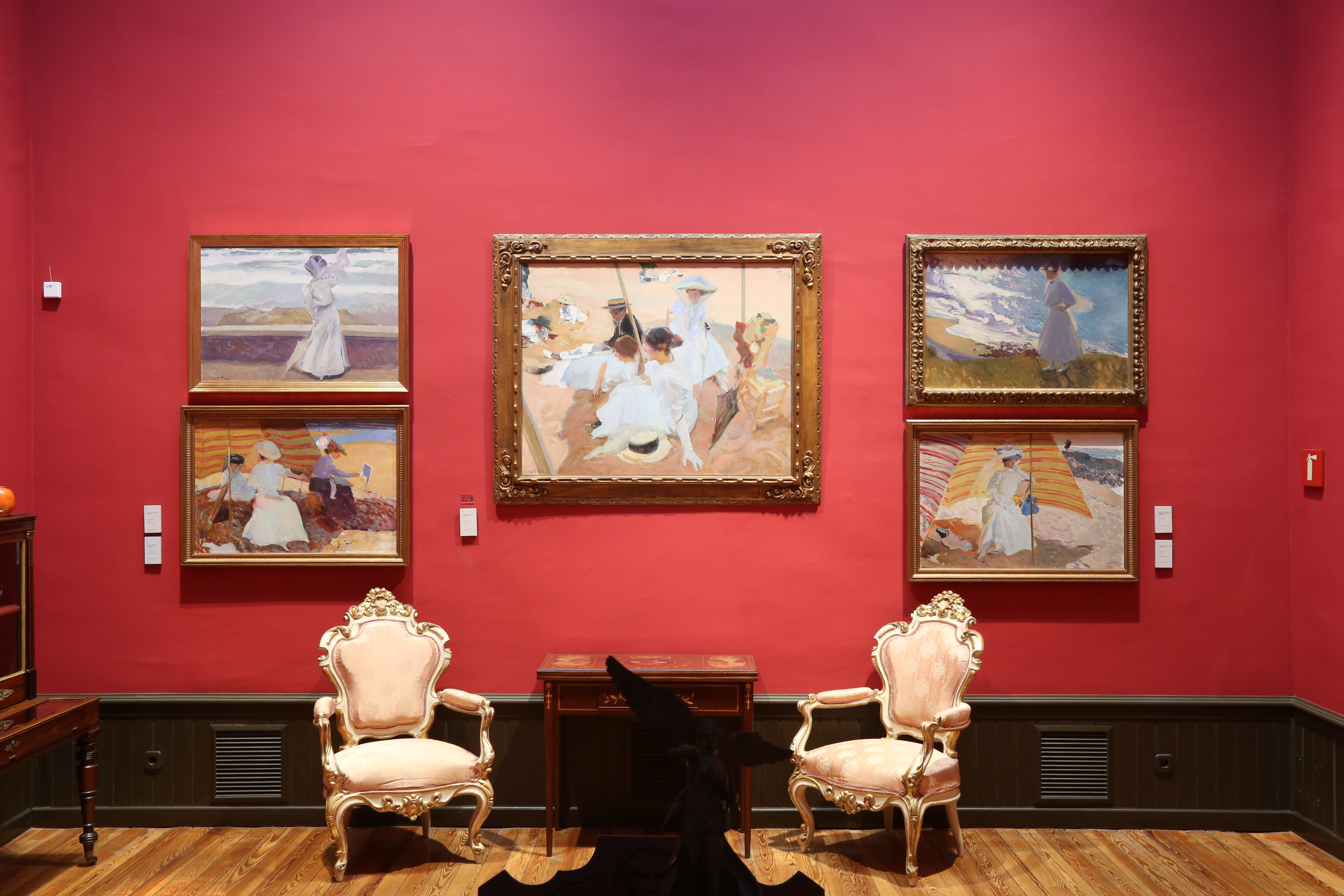
Sala II-muro nord
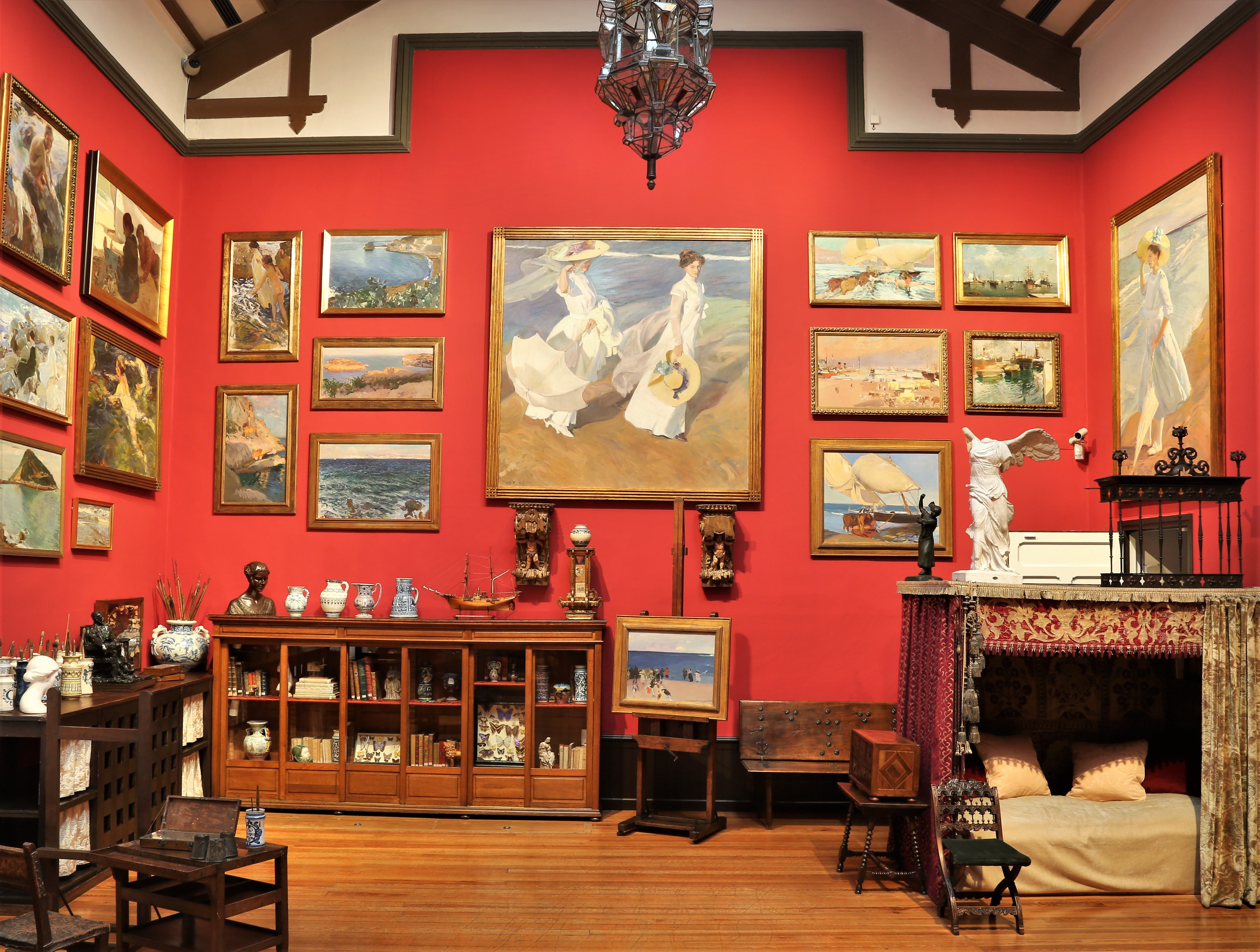
Sala III
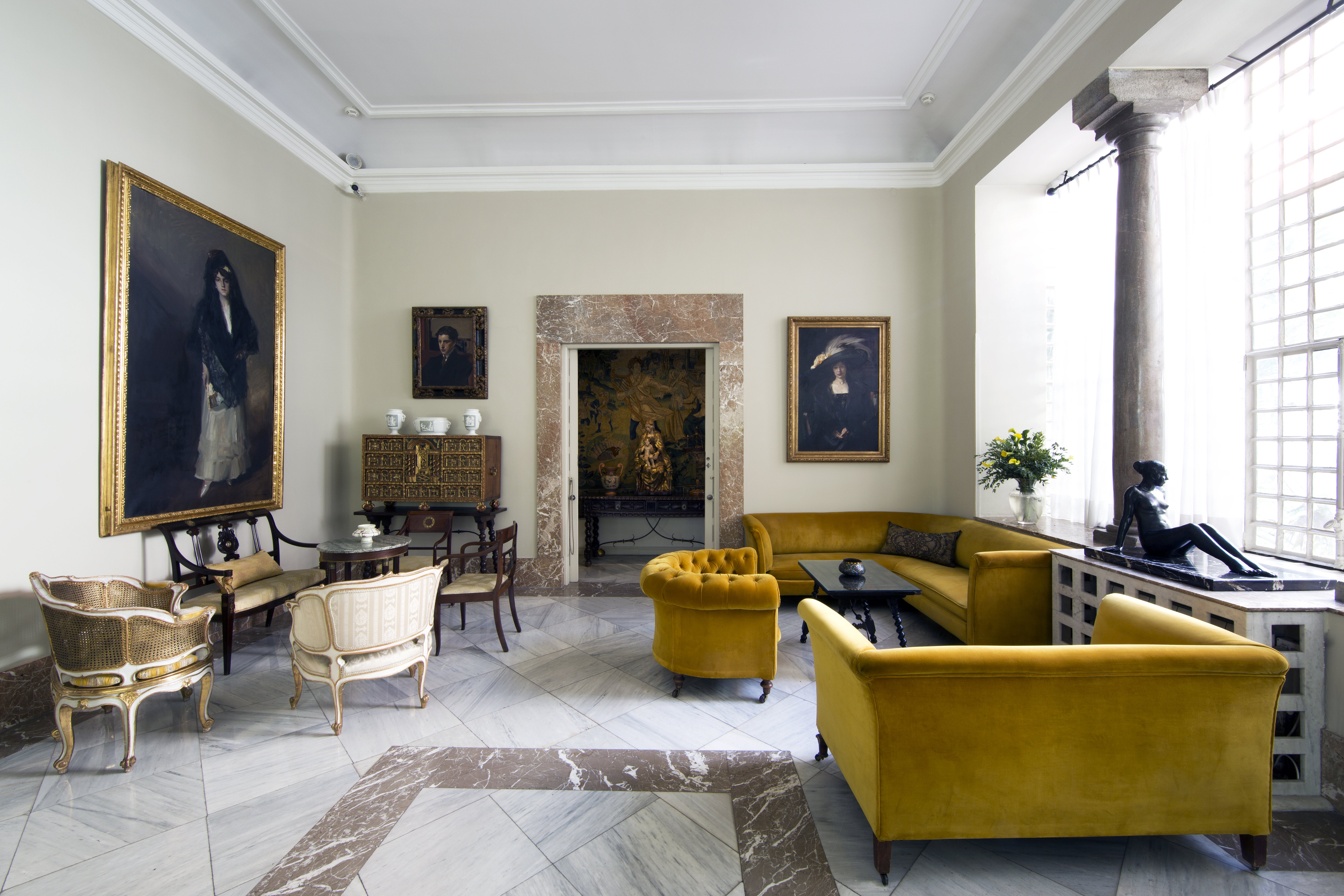
Salone
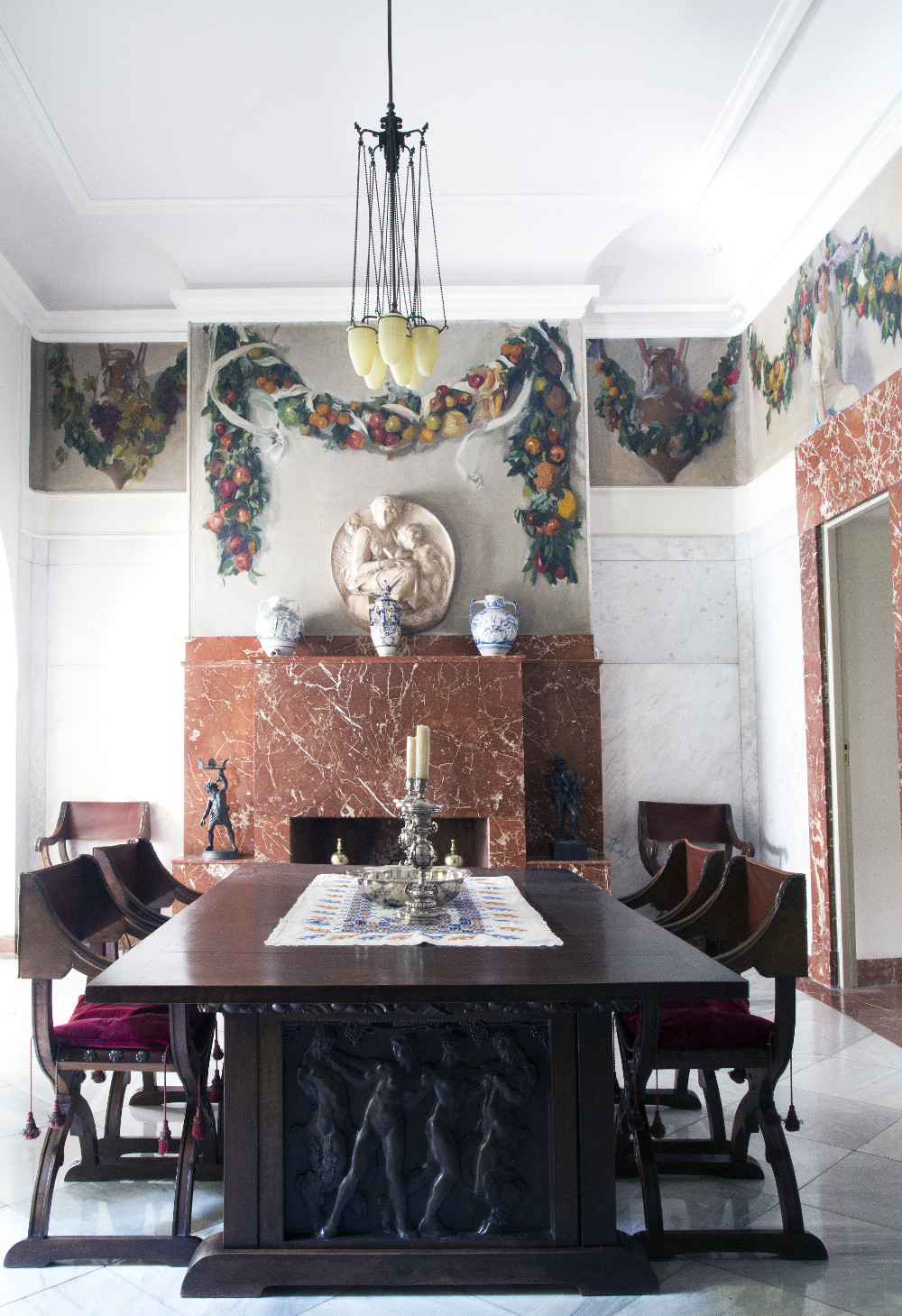
Sala da pranzo
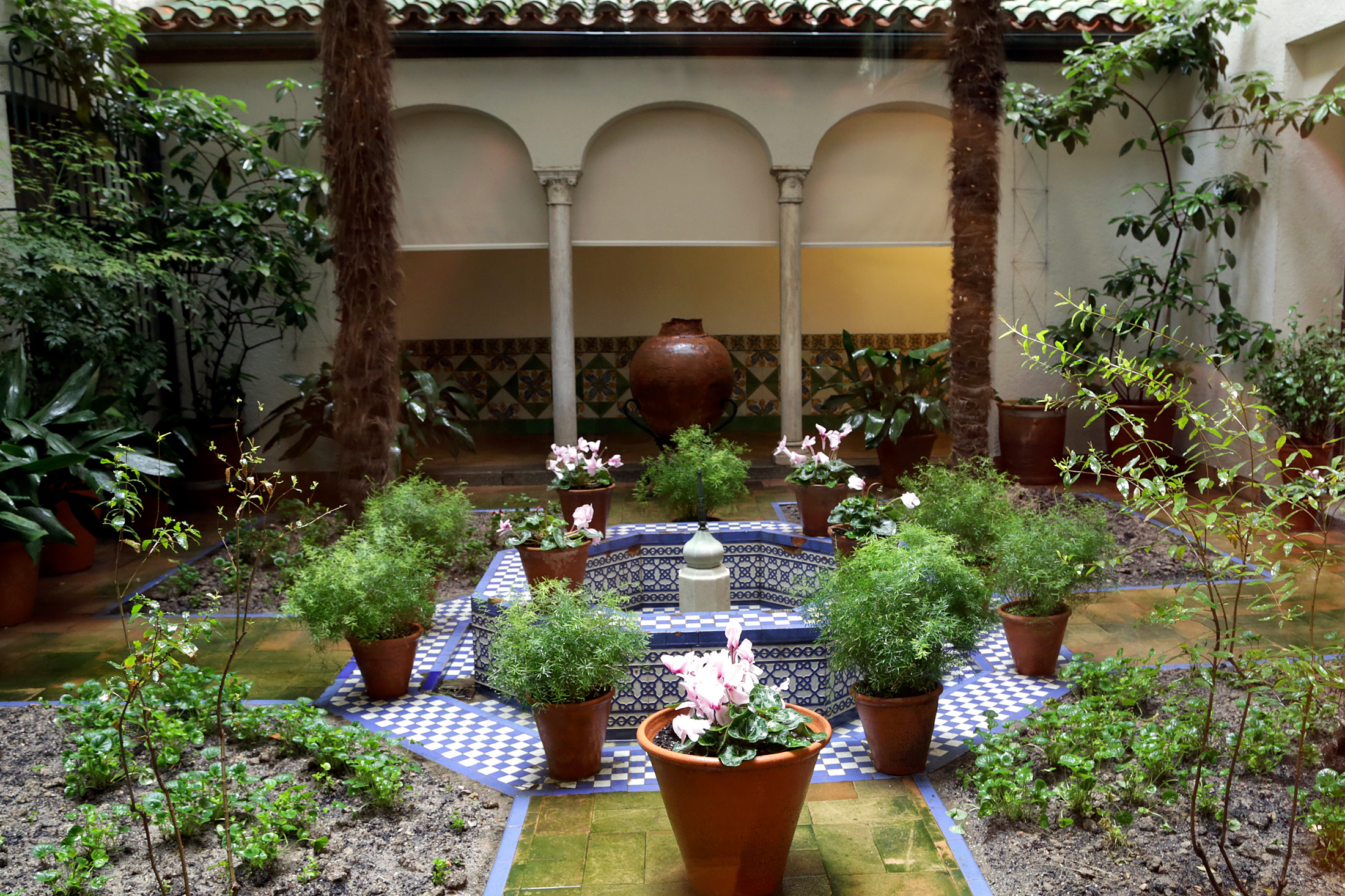
Patio andaluso
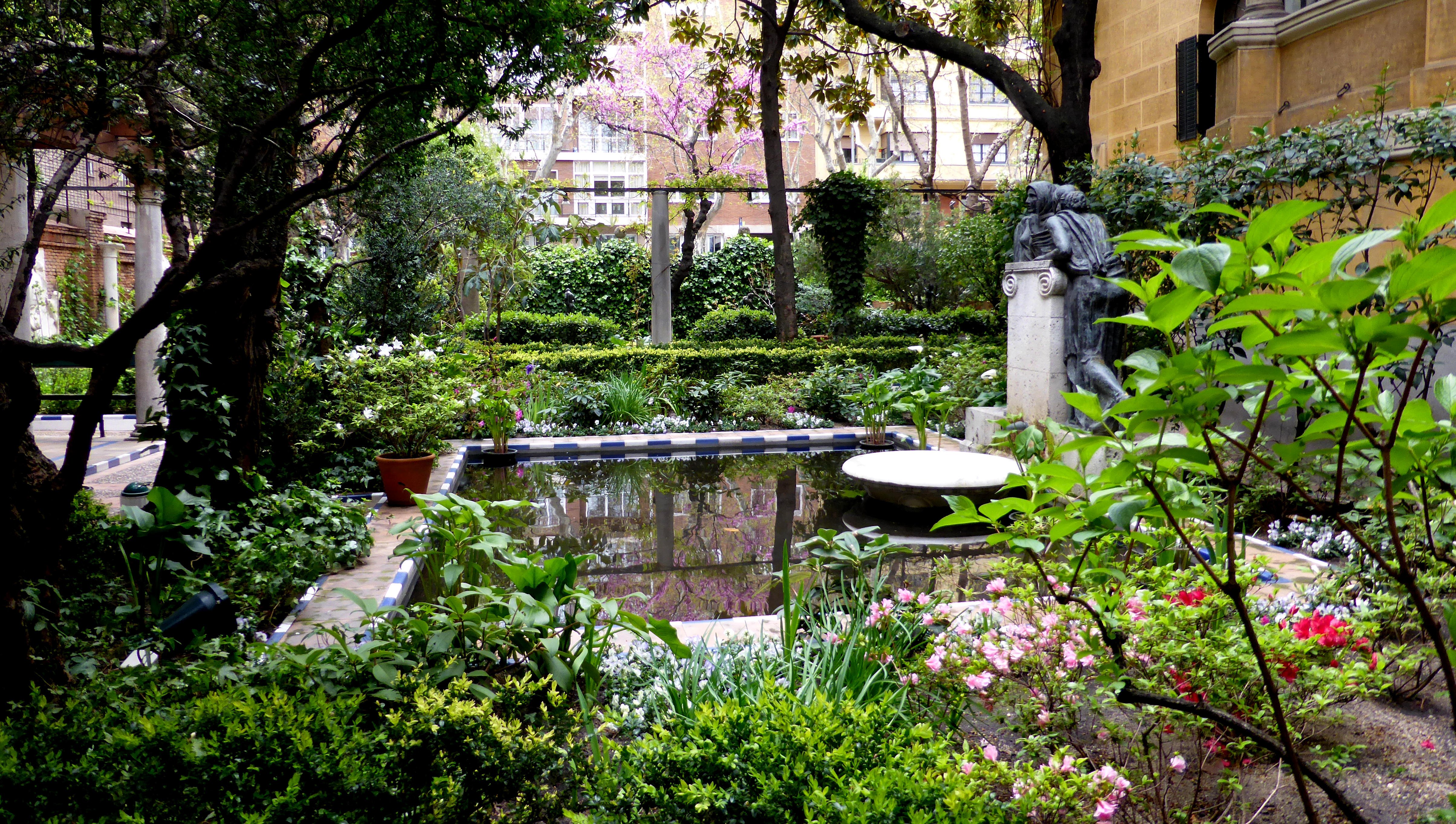
Giardino

### Alcune opere di Sorolla

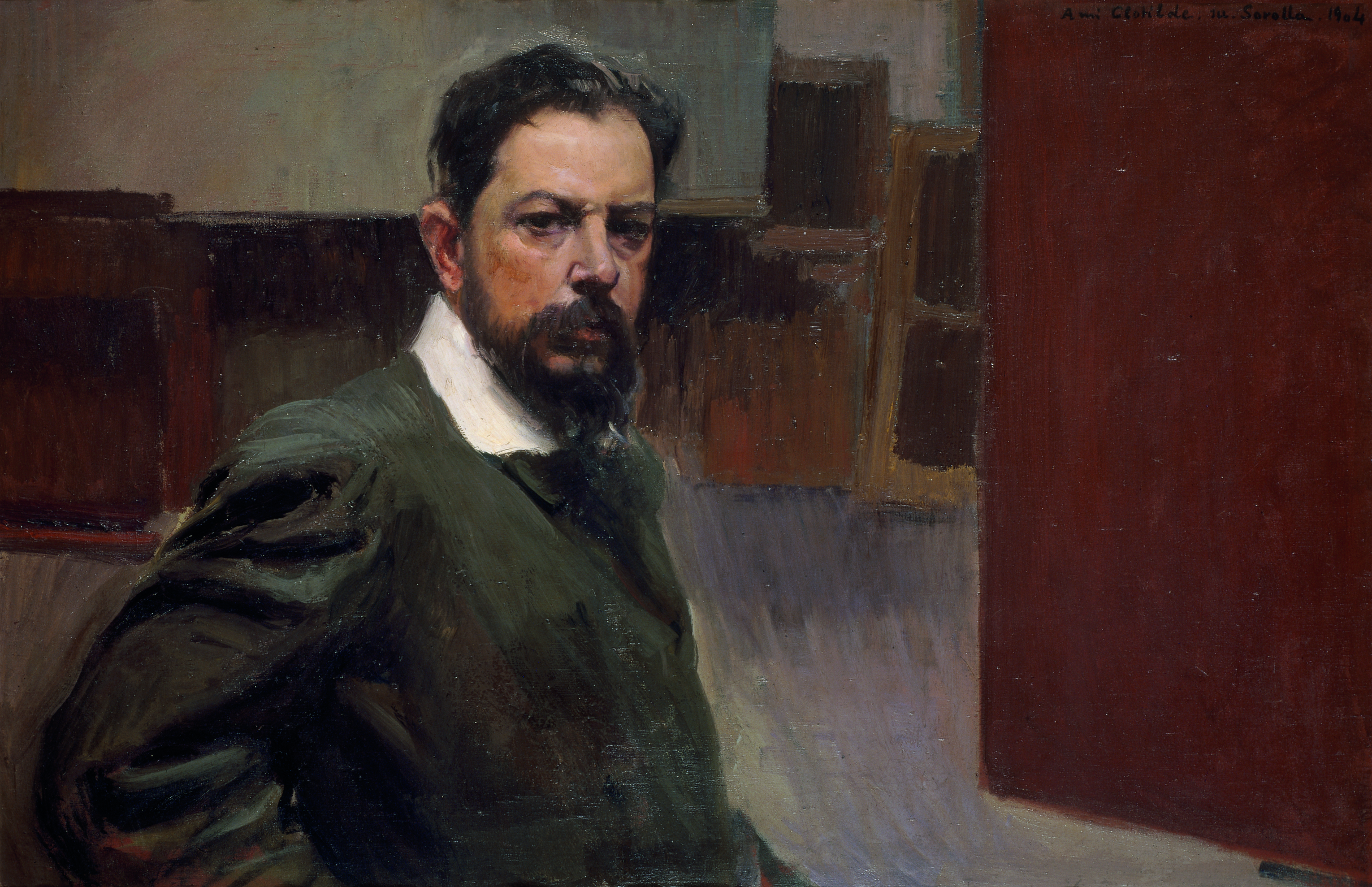
Autoritratto
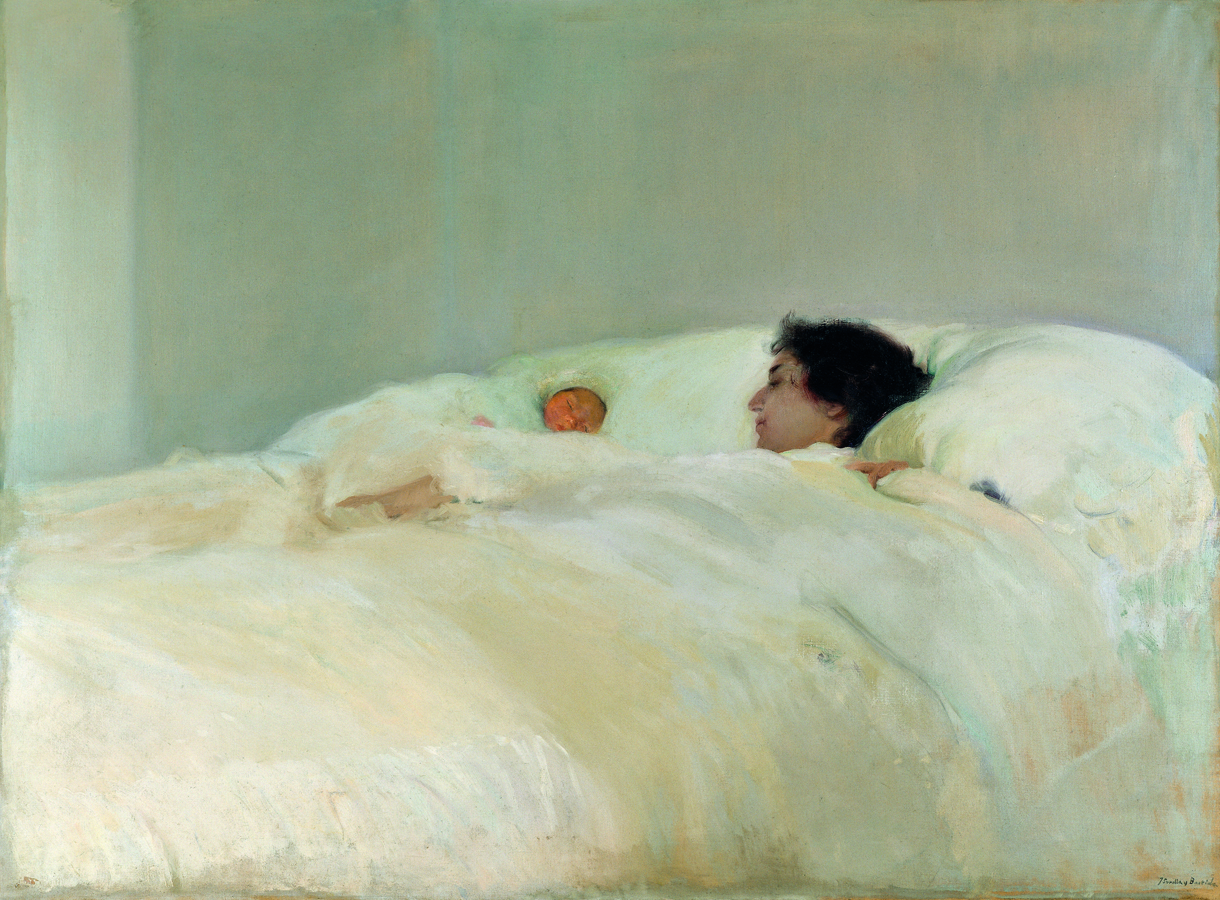
Madre
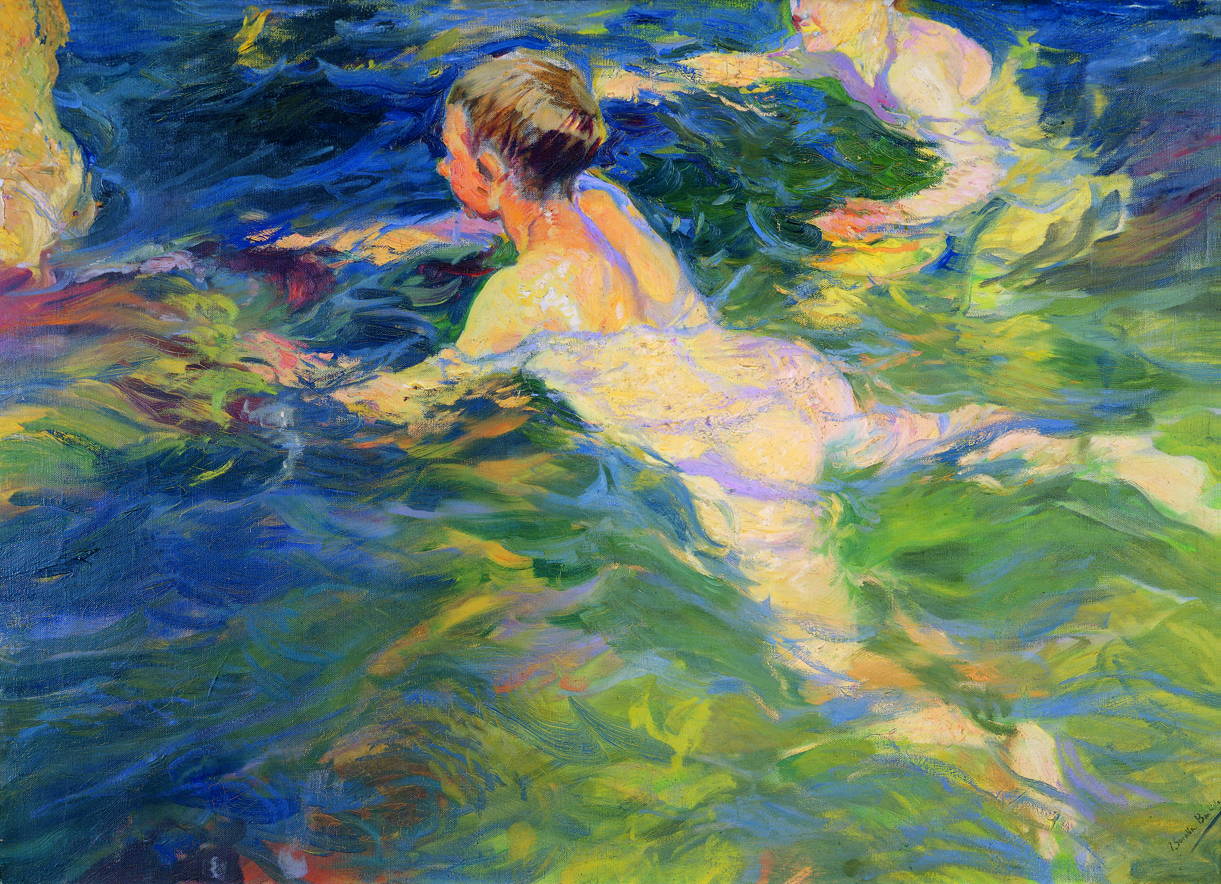
Nuotatori, Jávea
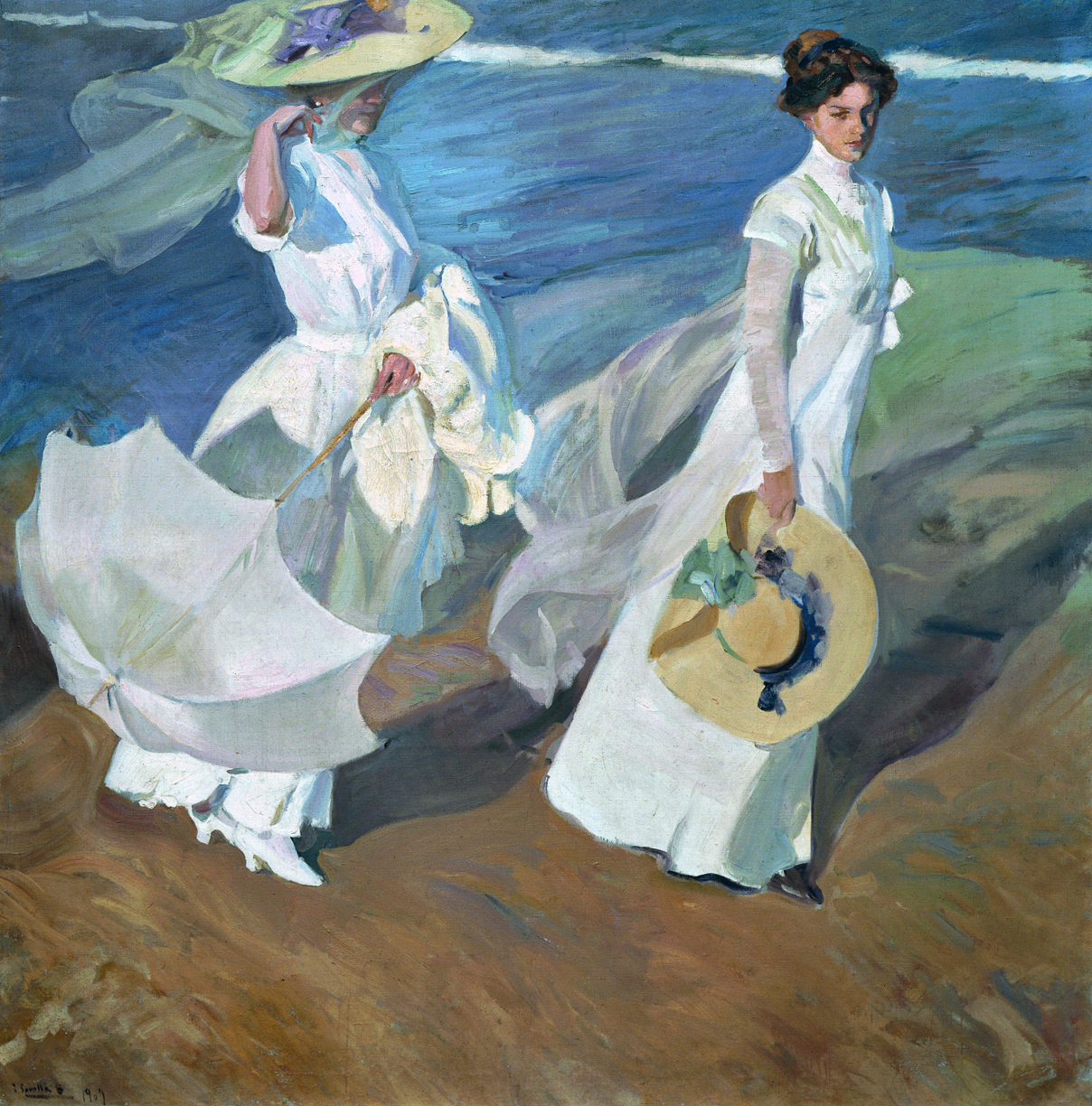
Passeggiata in riva al mare
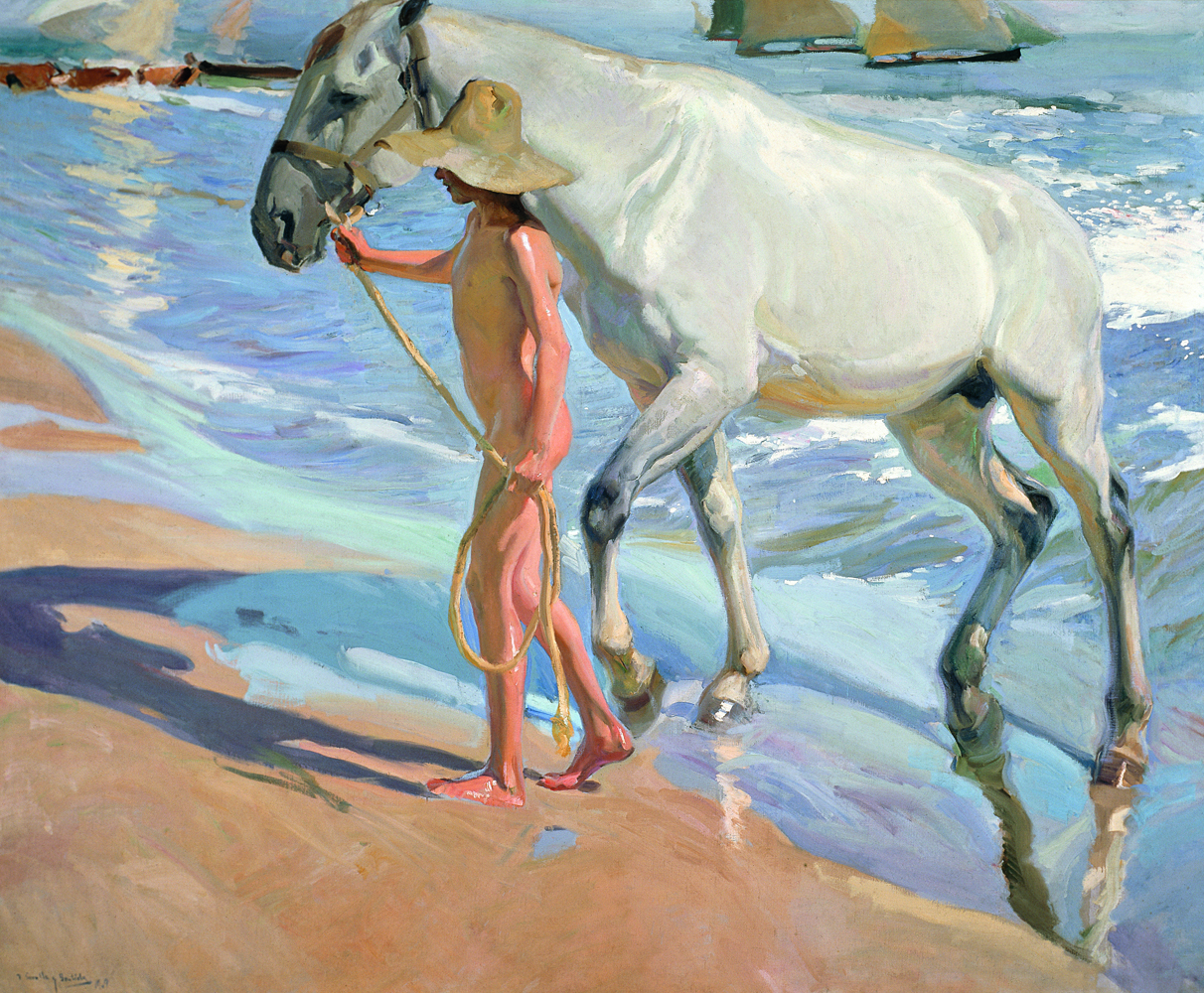
Il bagno del cavallo
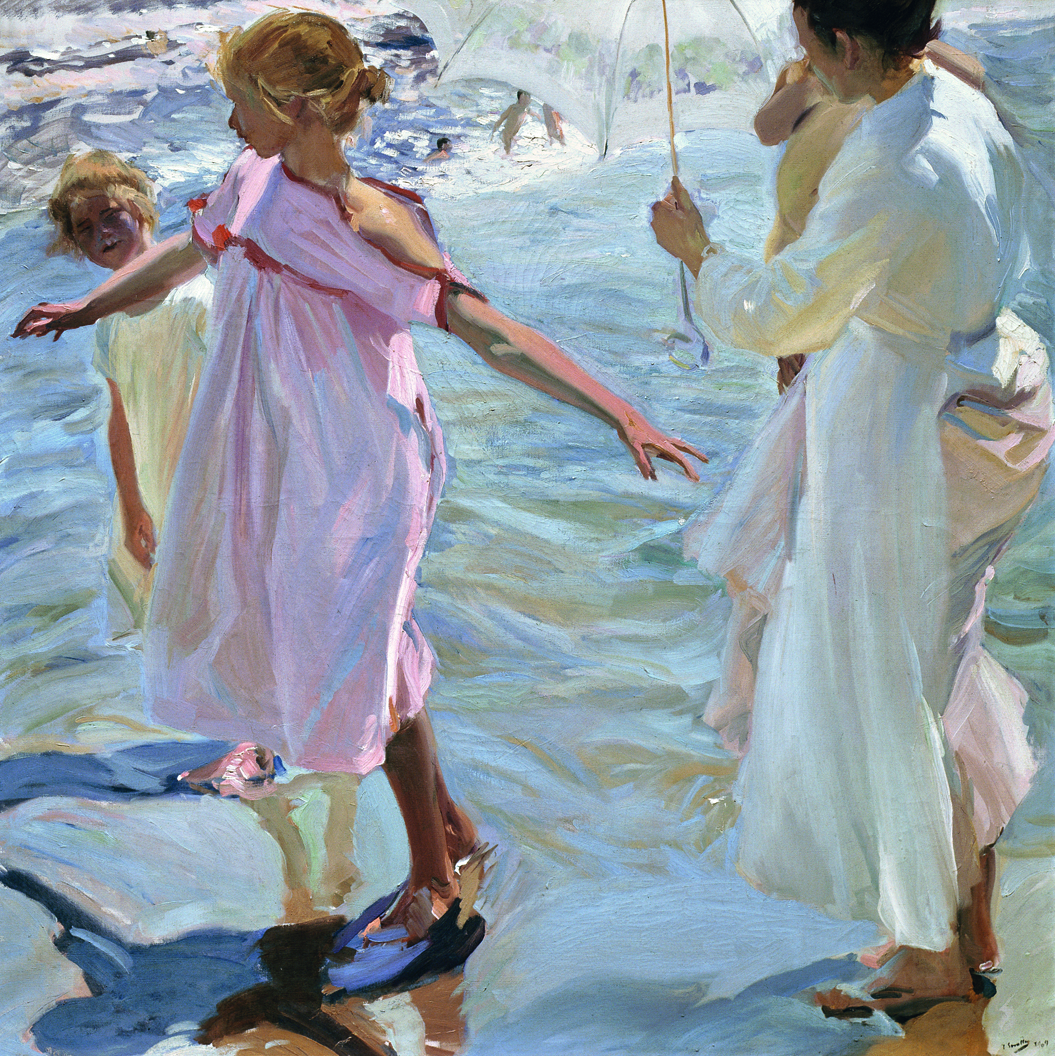
L'ora del bagno